# Važec (przystanek kolejowy)
Važec – przystanek kolejowy znajdujący się we wsi Važec w kraju żylińskim na linii kolejowej nr 180 na Słowacji.